# Oczy niebieskie
Oczy niebieskie – polski film komediowy z 1994 roku.

## Obsada
- Grzegorz Damięcki – Jacek
- Magdalena Wójcik – Ania
- Gustaw Holoubek – profesor
- Radosław Pazura – Olo
- Magdalena Zawadzka – matka Ani
- Omar Sangare – przedstawiciel firmy
- Janusz Michałowski – strażak
- Andrzej Grabarczyk – taksówkarz
- Dariusz Odija – szef ochrony lotniska
- Mirosław Zbrojewicz – ochroniarz na lotnisku
- Cezary Pazura – Wielki wódz
- Eugeniusz Karczewski – Mazur
- Sławomir Orzechowski – polityk Puś
- Krzysztof Stelmaszyk – właściciel jeep'a
- Magdalena Warzecha – policjantka Patrycja Pyś
- Paweł Iwanicki – perkusista; szatniarz we śnie
- Renata Dancewicz – pielęgniarka
- Ewa Gawryluk – ruda pielęgniarka
- Małgorzata Kożuchowska – harcerka
- Ryszard Chlebuś

## Fabuła
Jacek - młody skrzypek, zakochuje się ze wzajemnością we wiolonczelistce Ani. Matka Ani jest przeciwna temu związkowi. Wysyła więc Jacka do Krakowa po zabytkowe skrzypce. W tym czasie wraz z Anią jedzie do Nowego Jorku. Jacek jak najszybciej wraca do Warszawy. Jednakże ostatni pociąg z Krakowa już odjechał. Na peronie spotyka jednak ludzi, którzy jadą do Katowic, skąd odjeżdża najszybciej pociąg do Warszawy. W pociągu Jacek spotyka się z górnikami, którzy jadą na protest do Warszawy. Przez przypadek zostaje ubrudzony węglem co powoduje iż ochrona lotniska, bierze go za jednego z protestujących górników, którzy chcą podłożyć bombę w samolocie. Jacek wbiega na pas startowy lecz na schodach na samolot zostaje uderzony przez antyterrorystów próbujących nie dopuścić do domniemanego zamachu.